# 山下信
山下 信（やました まこと）は、NHKの元エグゼクティブアナウンサー、現在は嘱託職。東洋大学非常勤講師。

## 人物
愛媛県宇和島市出身。愛媛県立宇和島南高等学校を経て、東洋大学社会学部を卒業後、1975年に入局。
早くからマスコミ業界を志望。大学の一年次より放送サークルに所属し、数多くの司会の経験を積む。
また、大学時代のゼミの指導教授のガイドで、とある新聞社の仕事現場の見学をした事により、アナウンサーになることへの想いを強固にし、三年次よりアナウンススクールにも通学した。
ラジオ深夜便を担当した際、エンディングで必ず『新しい一日、新しい一週間が始まりました。』と発言する。
40年以上にわたるアナウンサー生活の約半分(17年)を福岡県で過ごしたこともあり、福岡を第二のふるさとと公言している。通算で10年を超える福岡局の勤務では、常に平日夕方の時間帯を担当しており、福岡・九州沖縄地区の視聴者に高い人気を誇った。また九州沖縄の報道アナウンス統括も兼ねていた。
特に、2004年度から3年間放送された『情報ワイド福岡いちばん星』では、『福岡夕方ワイド戦争』と呼ばれる熾烈な競争の中で長時間の番組を取り仕切るとともに、多くの若手人材の育成に力を注ぎ、その後全国規模の人気を得る人材も輩出した。
東京アナウンス室に再異動の2008年4月以降も、ラジオを中心として絶えずレギュラー番組を担当している （『ラジオあさいちばん』→『日曜バラエティー』→『ラジオ深夜便』）。 また、非常勤講師として母校東洋大学での講演を、定期的に行っている。
趣味は、ジャズ（ビッグバンド）鑑賞と、地域猫を愛でながらのウォーキング、アルミダイキャスト模型(航空機）の収集。
野村正育、道谷眞平ら親しい後輩アナウンサーからは『信（しん）さん』と呼ばれている。

## エピソード
- 2020年度現在、毎週木曜夕から金曜朝までNHKラジオニュースを共に担当している、松本一路（関東甲信越、兼翌朝3、4時の全国ニュースの担当）は、四期下の山下信と共に初任地が北九州局であり、山下の赴任当時の同僚であった[9]。
- 2013年8月1日に東京国際フォーラムホールAで開催された、クインシー・ジョーンズの32年ぶりの日本公演「The 80th Celebration Live Gala Party」を鑑賞し、23時頃まで盛り上がったステージを堪能した[注釈 1]。

## 現在の出演番組
- ラジオ深夜便（毎月第2週および第4週の日曜、アンカー）
- NHKニュース - ラジオニュース

1. 木曜夜-金曜朝【■木曜日｜18:50の関東のニュース・気象･交通情報[注釈 2]，19:55の関東甲信越のニュース・気象･交通情報[注釈 3]，21:55の関東甲信越のニュース・気象･交通情報[注釈 4]，22:55の関東甲信越のニュース・気象情報[注釈 5]，■金曜日｜2:00の全国のニュース，3:00の全国のニュース，4:00の全国のニュース，9:55の関東甲信越のニュース・気象･交通情報[注釈 6]，
2. 土曜日 11:50の関東･甲信越の気象･交通情報[注釈 7]，12:10 - 12:15の関東･甲信越のニュース・気象情報[注釈 8]，14:00の全国のニュース，14:55の関東･甲信越のニュース・気象･交通情報[注釈 9]，15:55の全国の気象情報

## 過去の出演番組
※太字はレギュラー番組

### 北九州放送局時代

#### テレビ
- 話題の窓 (山ちゃんのリクエスト訪問[7])

#### ラジオ
- FMリクエストアワー（NHK北九州放送局）

### 金沢放送局時代

#### ラジオ
- FMリクエストアワー（NHK金沢放送局）

### 大阪放送局時代
- NHKモーニングワイドきんき
- FMリクエストアワー（NHK大阪放送局）

### 東京アナウンス室時代（１度目）

#### テレビ
- NHKモーニングワイド（1991年4月 - 1993年3月）
- なせばなるほど[10]（1994年4月7日 - 1995年3月16日。この番組のパネリストだった立川志の輔が、後継番組『ためしてガッテン』では司会となっている）
- 参議院選挙　結果とまとめ[11] (総合)(1992年7月27日)
- アイデア対決ロボットコンテスト[12](総合) (1993年8月20日)
- テレビ人間ドック 〜見つめよう！自分のからだ〜[13] (総合) (1993年10月11日)
- 「コメ部分開放」関連ニュース[14]＜※終夜放送＞(テレビ・ラジオ同時放送) (1993年12月14日)
- 向井千秋さん 宇宙へ行く[15] (司会) (総合) (1994年7月7日)

#### ラジオ
- ラジオ公園通り(ラジオ第1)[16](毎週日曜午後7:15 - 8:30)（1993年4月11日 - 1994年4月3日）
- 特集・ラジオ公園通り「やっぱり話してみるもんだ〜留学生と若者たち」(ラジオ第1)[17]（1993年3月21日)

### 福岡放送局時代（１～2度目）、東京アナウンス室時代（2度目）

#### テレビ
- イブニングネットワークふくおか（1995年4月 - 1996年3月）
- 6時半です!ニュースセンター福岡（1996年4月 - 1997年3月）
- おっしょい!福岡（1997年4月 - 2004年3月。ただし1998年3月から2年間東京へ単身赴任し、BS2（当時）で1998年3月29日に健康相談番組「健康ほっとライン」(BS2)のパイロット版「テレビ人間ドック[18]」をためしてガッテンにすでに出演していた小野文惠と担当。4月7日から健康相談番組「健康ほっとライン」(BS2)[19]〈平日 AM11:00 - 11:54〉が始まった。)
- 情報ワイド福岡いちばん星[20]（2004年4月 - 2007年3月）
- ニュースいちばん星[21]（2007年4月 - 2008年3月、キャスター）
- 九州沖縄スペシャル〜のど自慢チャンピオン大集合〜（2006年度、司会）
- ニュース845福岡（2004年以前・不定期）
- ライブ'95 博多祇園山笠[22]（司会）（全国放送）（1995年7月15日)

- ライブ'96 博多祇園山笠[23]（司会）（全国放送）（1996年7月15日)
- ワイド東京 - BS情報パーク - [24](衛星第１)(1998年8月1日)
- まるごと健康ワイド[25](衛星第2) (1998年10月11日)
- やさしい金融情報[26](衛星第1) (1999年6月19日、7月18日、9月25日、12月25日、2000年3月20日)
- 地球に私ができること[27](衛星第2) (1999年8月2日)
- 博多祇園山笠2000[28](司会)（衛星第2）  (2000年7月15日)
- おーい、ニッポン～今日はとことん福岡県  ▽祭り大好き・人情あつあつの８時間生放送 (衛星第2)[29](2003年10月19日)
- 「おめでとう日本一　福岡ダイエーホークス」(衛星第1)[30](2003年10月28日)
- 博多祇園山笠2005（司会）(ローカル生放送）（2005年7月15日）
- 博多祇園山笠2005（司会）(全国放送)[31](アーカイブ)(2005年7月31日)
- 博多祗園山笠2006（司会）（ローカル生放送）（2006年7月15日)
- 日本の祭2006夏「博多祗園山笠」（司会）（衛星第2）（全国放送／アーカイブ）[32](2006年8月25日)

#### ラジオ
- おめでとう2000年 にっぽん北から南から[33] (2000年1月1日)
- 素敵なはなしことば[34] (ラジオ第2） (2000年1月29日)

- いまこそ!ラジオルネサンス (ラジオ第1) (2008年3月21日)　〈コーナー「心をつなぐラジオ」(11:05-11:50)〉

　　　→4月から『ラジオあさいちばん』のキャスターとなる山下信が、博多駅前から登場してPRを行った。

### 東京アナウンス室時代(3度目)

#### テレビ
- 「NHK福岡80周年 でも、まいにち、新しい。」(総合)[35]（2010年12月4日）

※開局80周年記念特番。長く「福岡の夕方の顔」だったことから、スペシャルコメンテーターとして呼ばれ、“ふるさと料理人”藤清光とのコンビも1日限りではあったものの復活した。
- NHK福岡 開局90年特番「みんなが出るテレビ！生放送SP」（総合）[36][37][38]（福岡県のみ）（2020年12月12日）〈13:50 - 16:25〉

※福岡局OBのスペシャルゲストとして出演し、コーナー「山下信の北九州市 好いとっと旅」を担当。
- NHK北九州放送局 開局90年「北九州 人と時代の万華鏡」（2021年12月17日・北九州筑豊）

#### ラジオ
- ラジオあさいちばん[39](NHKラジオ第1) （2008年4月 - 2013年3月）
- 日曜バラエティー[40](NHKラジオ第1) （2013年4月 - 2019年3月、司会）
- おめでとう！あさいちばん[41](2013年1月1日)
- 日本のカルテ　希望の国への処方箋　〜今、問われる学力〜 (ラジオ第1)[42] (2008年4月29日)
- 日本のカルテ～希望の国への処方箋[43](ラジオ第1) (2009年1月1日 - 3日)
- ことば力アップ 「ことばエッセイ・放送の現場から～方言の豊かさと楽しさ」[44](ラジオ第2)(2009年3月28日)
- 日本のカルテ～企業スポーツから地域スポーツへ[45](2009年5月05日)
- 2011私のパワーミール 〜元気の出る食卓・いのちの食事〜[46] (ラジオ第1)（2011年1月3日、司会）

- イクメンが世の中を変える〜男性の育児参加が何をもたらすか〜 (ラジオ第1)[47]（2011年2月11日、司会）

※上記2番組はこの日ラジオ第1の「ラジオあさいちばん」の担当でない週にあたっていたことから特集番組を担当。
- 2011統一地方選挙開票速報・震災特番 東日本大震災・再建の道を探る[48] (司会) (2011年4月10日)

- 私も一言!夕方ニュース（2013年8月12日 - 23日[49]、2014年8月11日 - 22日[50]）末田正雄の代打
- 先読み!夕方ニュース（2015年8月10日 - 21日[51]、2016年8月8日 - 12日[52]）畠山智之の代打
- 谷村新司のオトナラジオ[53](2016年2月11日)
- きらめき歌謡ライブ[54] (2016年4月13日)（徳田章の代役）
- 正午ニュース、NHKきょうのニュース（R1・FM) (2017年8月14日)(昼間敬仁の代役)
- ゆく年くる年（ラジオ第1）[55](2017年12月31日 23:45 - 2018年1月1日 0:45)
- 甲府発ラジオ深夜便[56][57][58] (2019年11月29日 - 30日)

　　　　※芳野潔アンカーと山下信アンカーによる「アンカーを囲むつどい」[2019年11月2日：山梨県甲斐市にて公開収録]
- ラジオ深夜便30周年記念特番「ラジオ深夜便のつどい・30周年スペシャル[59]」 (2020年3月30日) [2020年3月8日：東京・渋谷NHKホールにて収録]
- ラジオ深夜便(通常放送／アンカー：中川緑)[60][61]（2020年12月14日：翌午前1時台）

　　　　※徳田章アンカーと山下信アンカーによる「アンカーを囲むつどい」[2020年11月14日：群馬県高崎市・高崎芸術劇場にて公開収録]
- アナウンサー百年百話 地域に根差したアナウンサー テレビが町にやってきた（2025年4月16日 22:00 -）

## 講演・セミナー
- NHK文化センターオンライン教室 「声の力レッスン ～思いを伝える～」 [62]（オンライン講座／全6回）（2021年1月20日～3月31日）

## 同期のアナウンサー
川端義明・後藤繁榮・桜井洋子・末田正雄・鈴木桂一郎・周山制洋・志摩悦二郎・高橋淳之・徳田章・三宅民夫